# Villa Dietz-Monnin
Pour les articles homonymes, voir Dietz et Monnin.
La villa Dietz-Monnin est une voie privée du 16e arrondissement de Paris, en France.

## Situation et accès
La villa Dietz-Monnin est une voie privée, comprise dans la villa Mulhouse, située dans le 16e arrondissement de Paris. 
Elle débute au 10, villa Cheysson et se termine au 6, rue Parent-de-Rosan. Elle mesure 114 mètres de long. 

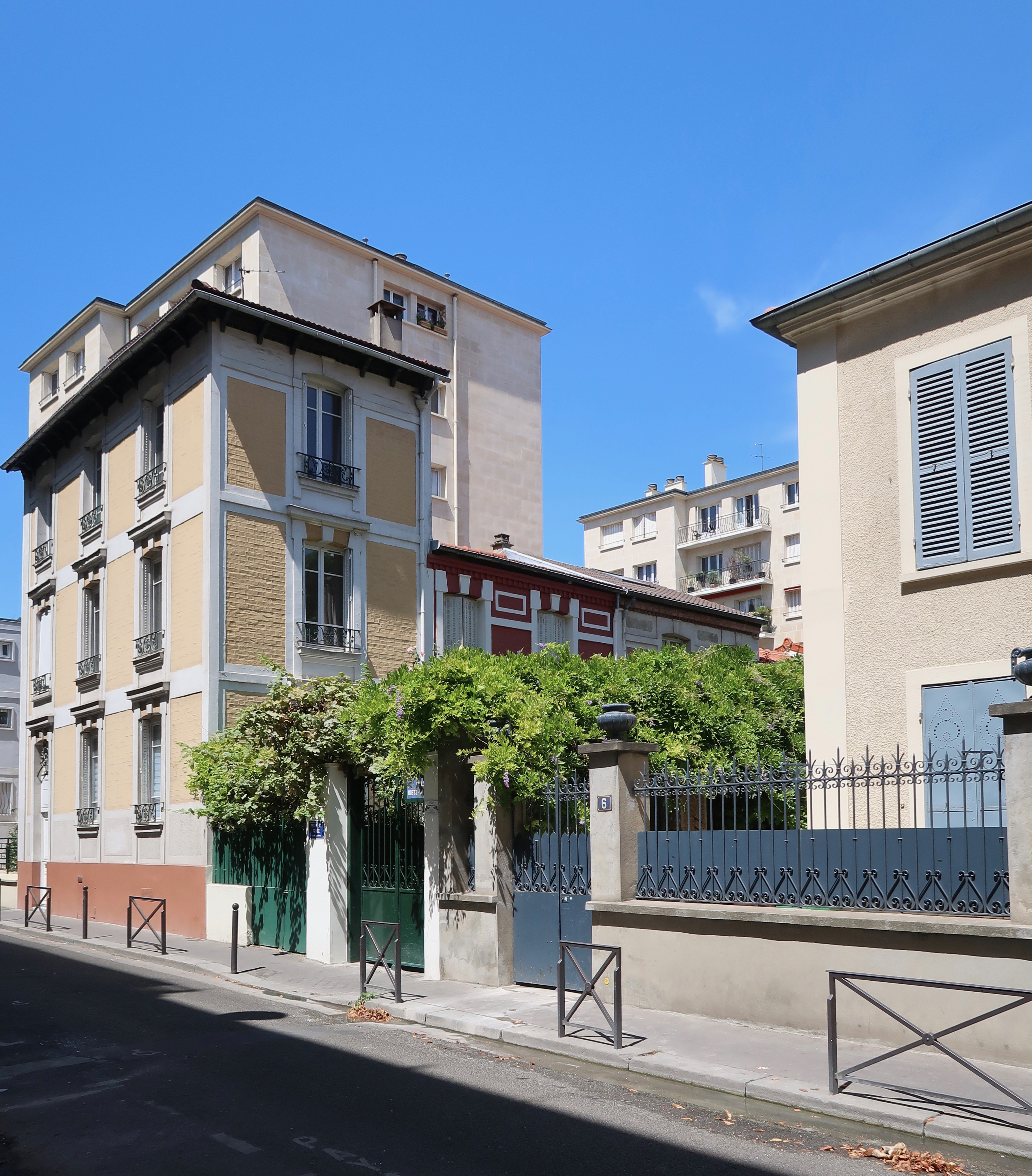
Autre vue de l'entrée.
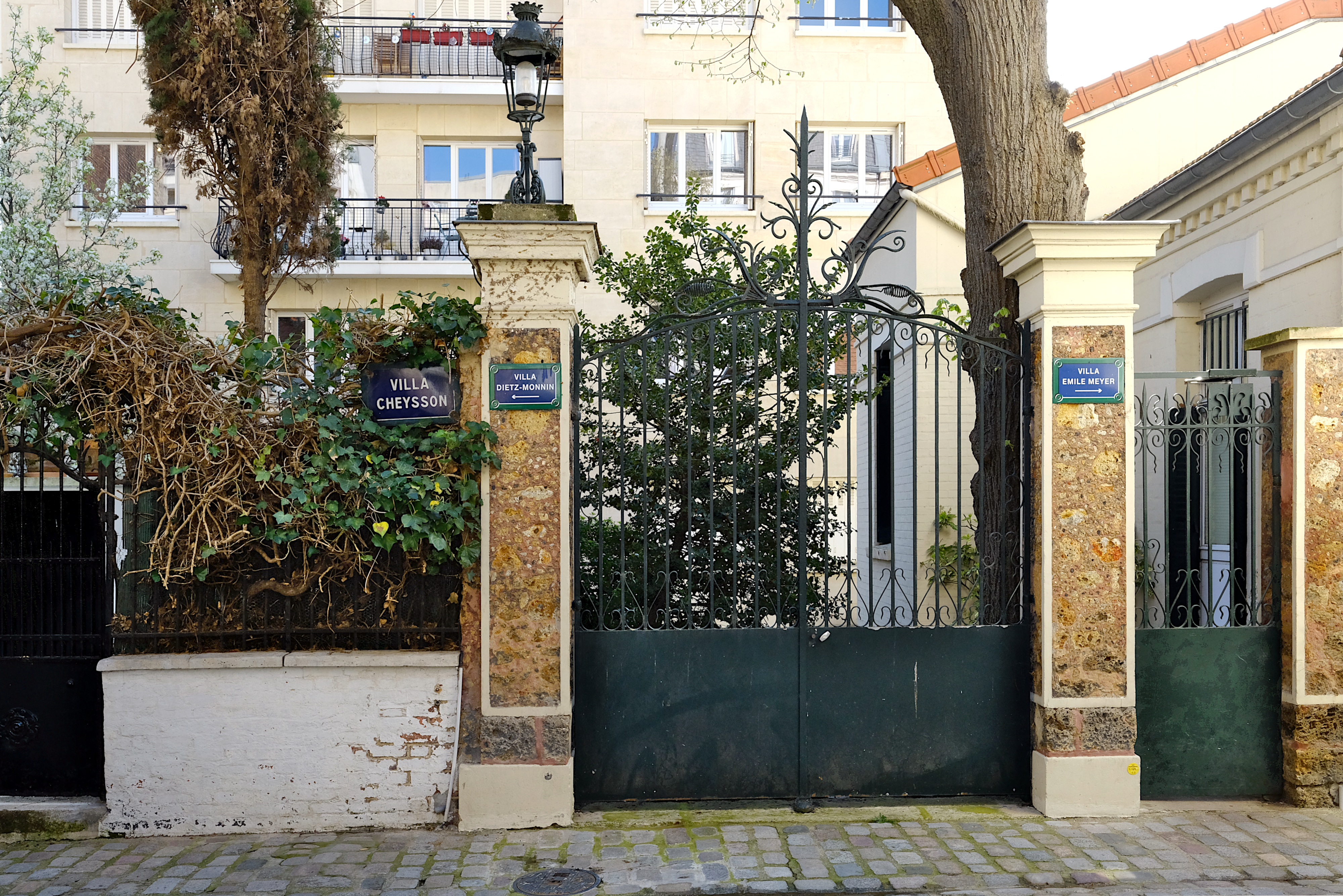
Villas Cheyson, Dietz-Monnin et Émile-Myer à l'intérieur d'une résidence fermée du 16e arrondissement.
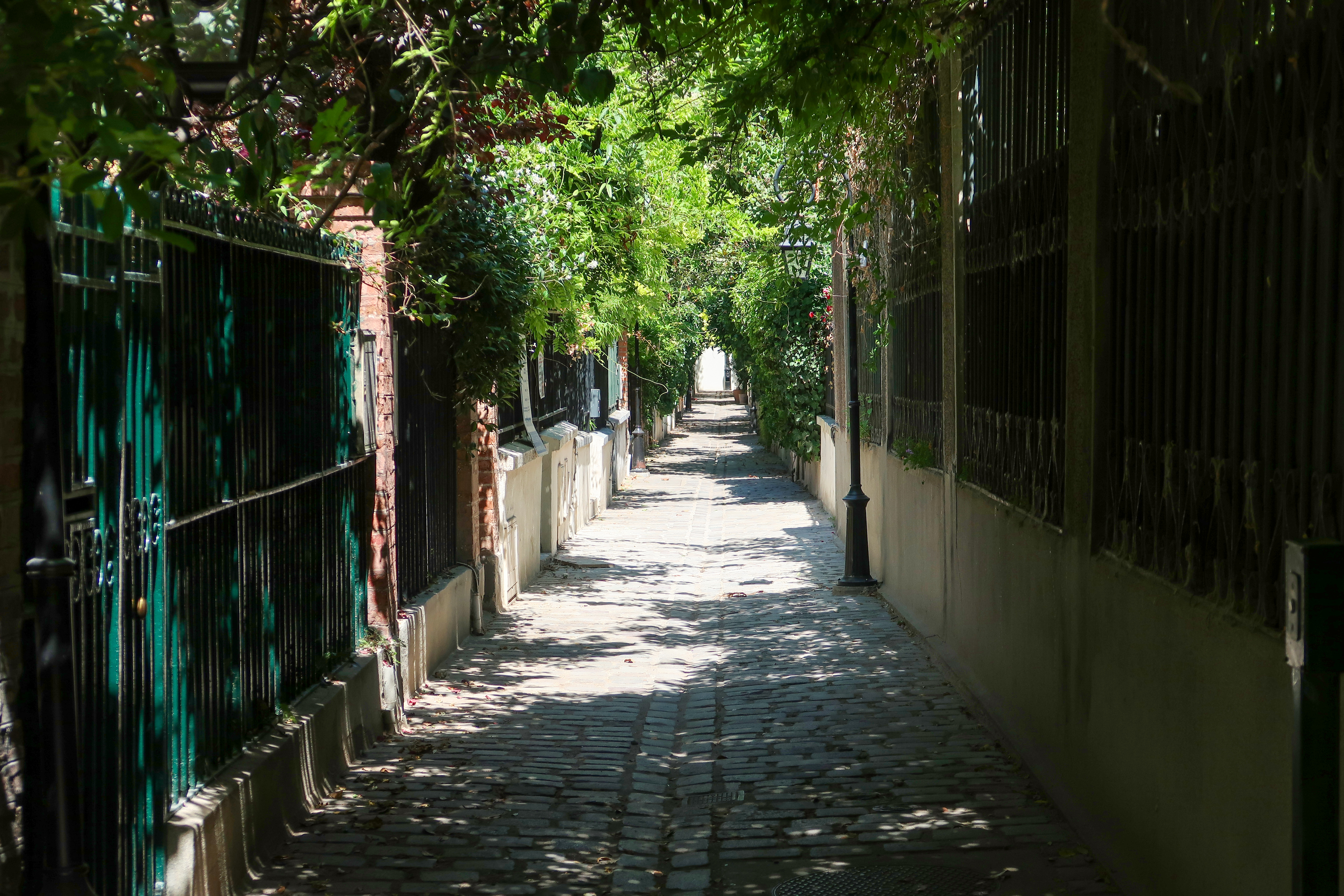
Derrière la grille, la voie privée sous une arche de verdure.

La villa Dietz-Monnin est desservie par la ligne 9 à la station Exelmans.

## Origine du nom

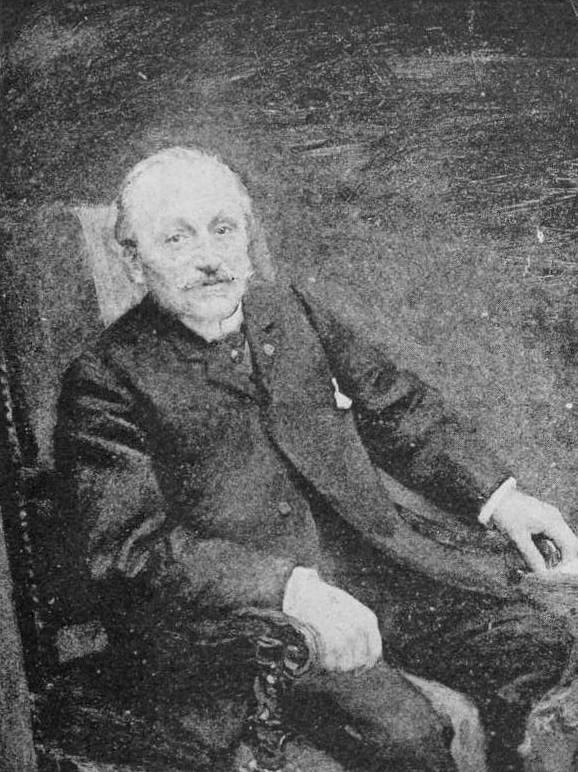
Charles Dietz-Monnin.

Elle porte le nom de l'homme politique Charles Dietz-Monnin (1826-1896), membre de l'Assemblée nationale, puis sénateur.

## Historique
Cette voie privée comprise dans la villa Mulhouse était initialement le « passage Dietz-Monnin » dont les premières constructions, datant de 1882, ont été réalisées pour accueillir des ouvriers. Ces maisons étaient constituées d'un étage avec marquise, d'une tonnelle ainsi que d'un petit jardin bordant les allées ayant une surface près de 48 m2. L'origine de ce lotissement est due à la Société des habitations ouvrières de Passy-Auteuil. Les locataires avaient pour but de devenir propriétaire petit à petit. Toutes ces maisons sont construites selon le modèle des cités ouvrières de Mulhouse conçues par Jean Dollfus. C'est à partir du XXe siècle que les pavillons ont commencé à être surélevées. 
L'architecte Émile Bénard en demande l'autorisation de bâtir le 29 janvier 1892.
Elle prend sa dénomination actuelle en 1937. Depuis le 12 janvier 1953, la villa fait partie de l'association Sauvegarde de la villa Mulhouse.

## Bâtiments remarquables et lieux de mémoire
- Présence de nombreux chats
- Villa Mulhouse

Des chats
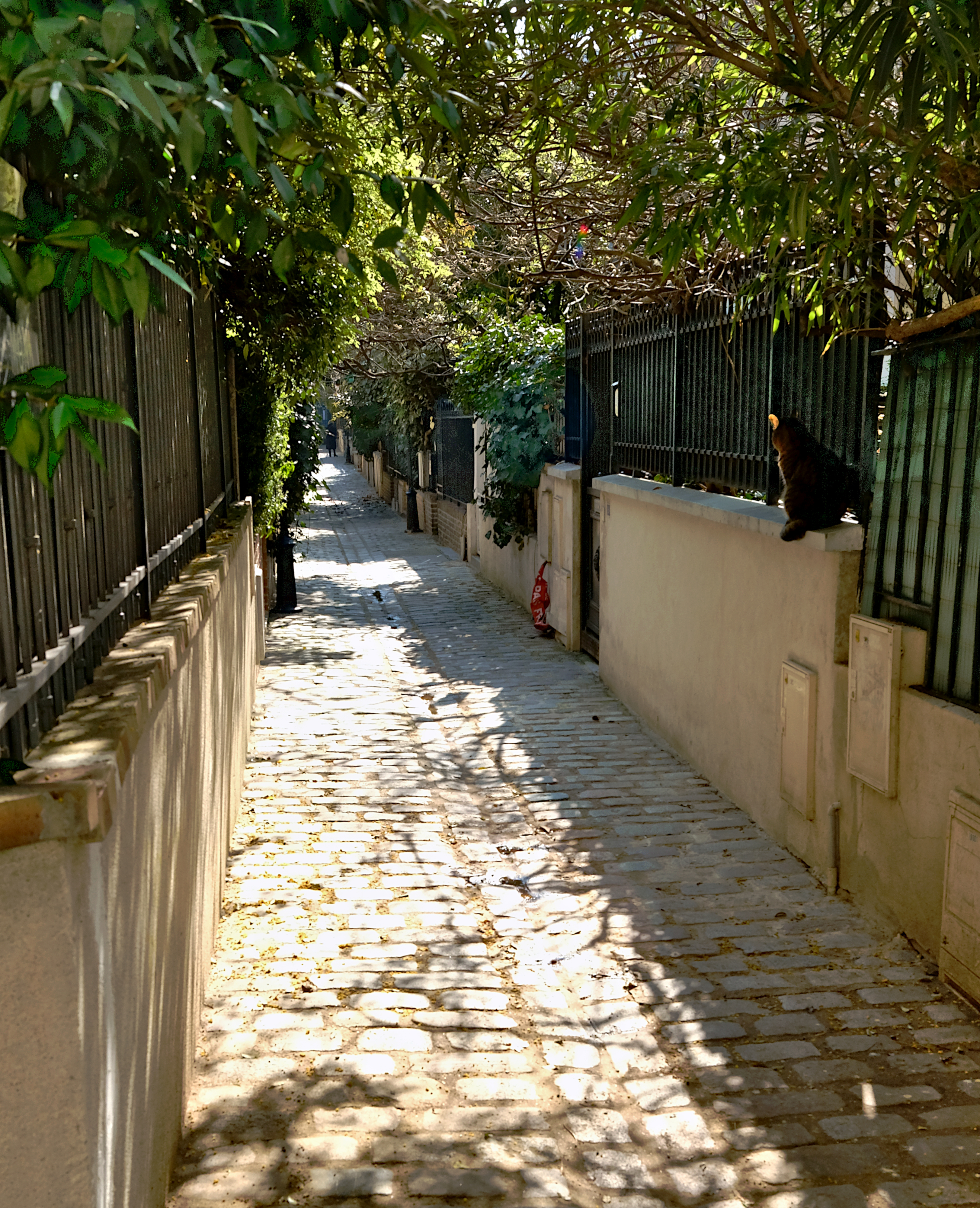
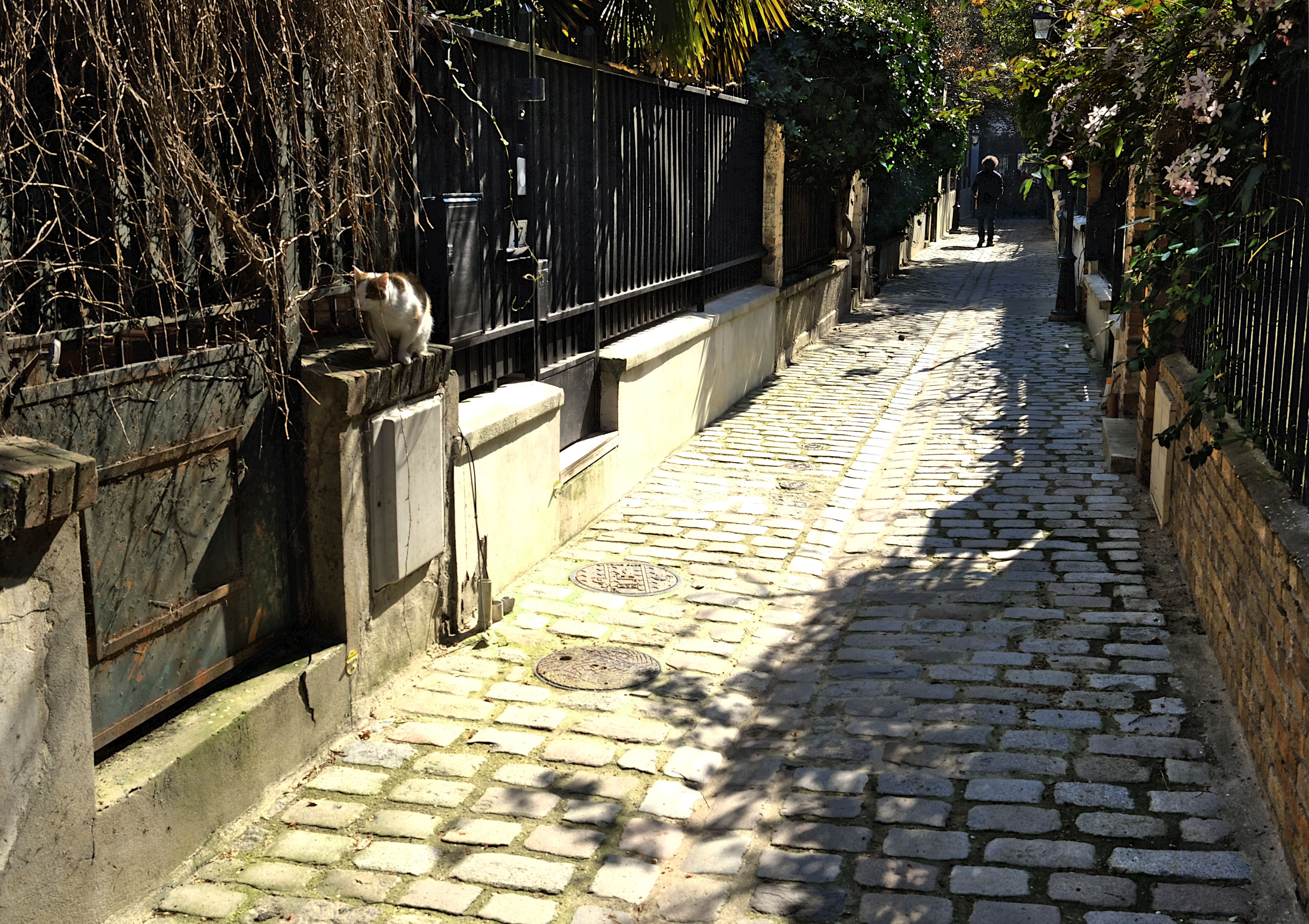